# Immacolata Concezione
Immacolata Concezione var en kyrkobyggnad i Rom, helgad åt Jungfru Maria och särskilt åt hennes Obefläckade Avlelse. Den var belägen i korsningen mellan Via Nicola Fabrizi och Via Dandolo–Viale Trenta Aprile på Janiculum i Rione Trastevere.

## Kyrkans historia
Kyrkan och ett kloster invigdes år 1914 och innehades av Franciscan Sisters of the Immaculate Conception (italienska: Suore missionarie francescane dell'Immacolata Concezione di Maria), en kongregation grundad år 1873 av Elizabeth Hayes (1823–1894) i Belle Prairie i Minnesota. Hayes reste år 1880 till Rom och grundade ett kloster vid Via Giulia. Systrarna lämnade Via Giulia och bodde en kort tid i Villa Spada på Janiculum. År 1914 kunde de flytta in i nybyggda klosterlokaler med kyrka vid Via Nicola Fabrizi, några kvarter från Villa Spada. Kyrkan ritades av ingenjören Francesco Martino. År 1970 såldes hela byggnadskomplexet, då det ansågs vara för stort för systrarnas tynande skara. Kort därefter revs kyrkan och klostret. Systrarna flyttade till nya lokaler vid Via Lorenzo Rocci i sydvästra Rom. Där bevarar de altaret och tabernaklet från den rivna kyrkan.